# 許銘 (永樂進士)
许铭，江西南昌人。明朝政治人物、进士。
永乐四年（1406年），許銘中式三甲第四十一名進士。宣德初年，担任江西按察副使。执法严明，为民除害，民间爱戴。